# Sestry svaté Anežky
Sestry svaté Anežky (anglicky: Sisters of Saint Agnes) je ženská řeholní kongregace, jejíž zkratkou je C.S.A.

## Historie
Kongregace byla založena 12. srpna 1858 v Bartonu knězem Casparem Rehrlem. Za spoluzakladatelku je považována sestra Anne Marie Hazotte.
Dne 26. února 1875 získala kongregace od Svatého stolce schválení k činnosti, definitivní povolení pak bylo uděleno 11. července 1880.
Roku 1896 byl hlavní dům převeden do Fond du Lac kde sestry založily nemocnici.

## Aktivita a šíření
Kongregace se věnuje vzdělávání mládeže.
Kongregace působí v USA, Nikaragui a Hondurasu; generální kurie se nachází ve wisconsinském Fond du Lac.
K roku 2008 měla 279 sester ve 119 domech.